# گاسدال
گاسدال (به لاتین: Gausdal) یک شهرداری در نروژ است که در اوپلاند (نروژ) واقع شده‌است. گاسدال ۱٬۱۹۲ کیلومتر مربع مساحت و ۶٬۱۸۶ نفر جمعیت دارد.
درخت‌بری، کشاورزی و گردشگری مهمترین مشاغل این شهرداری است.